# Yngve Holm
Yngve Robert Holm (ur. 12 września 1895 w Västervik, zm. 16 lutego 1943 w Sztokholmie) – szwedzki żeglarz, olimpijczyk, zdobywca złotego medalu w regatach na letnich igrzyskach olimpijskich w 1920 roku w Antwerpii.
Na Letnich Igrzyskach Olimpijskich 1920 zdobył złoto w żeglarskiej klasie 40 m². Załogę jachtu Sif tworzyli również Tore Holm, Axel Rydin i Georg Tengwall.
Brat Tore Holma.